# Армигер
В ряде геральдических систем Армигер (лат. Armiger «оруженосец», от arma («оружие») + gerere («нести»)) — это объект (клан, отдельное лицо или юрисдикция; например государство), имеющий право использовать геральдическое достижение в виде герба.
В Высокое Средневековье армигерами (оруженосцами) становились конные сержанты посвященные в звание рыцарь (miles Christianus — «воины Христа») и получавшие личное «оружие», с правом передавать его по наследству и тогда тогда оно становилось «фамильным оружием». В Позднее Средневековье из конных сержантов-армигеров сформировалось дворянское сословие Европы.
Традиционно «оружие» располагали на щите, поэтому термин «оруженосец» тесно связан с термином «щитоносец» (лат. scutarius): эскудеро (escudero) в Испании, экюйе (ecuier) во Франции и эсквайр (equier/esquire/squire) в Англии, которое становится квалификацией воина прошедшего обучение и оно становится синонимом конного сержанта пока не посвященного в рыцари.
После формирования в Европе в XIV- XV вв. сословия дворян, квалификация экюйе (ecuier) и эсквайр (equier/esquire/squire) стали привилегией дворян, а затем квалификацией  дворян без титула. В Испании термин эскудеро (escudero) был вытеснен термином идальго.
Однако необходимо понимать, что армигер и экюйе/эсквайр/эскудеро имеют разные значения.
Так же очень часто армигера и экюйе/эсквайр/эскудеро путают с пажем, который был юношей проходящим обучение на «щитоносца» и слугой — варлетом (валетом).

## Этимология
От среднеанглийского cote of armes, от старофранцузского cote a armer, cote d'armes, первоначально — туника, расшитая геральдическими символами.
Слово заимствовано от латинского armiger («несущий оружие или доспехи»). В позднесредневековой Англии это слово относилось к оруженосцу, сопровождавшему рыцаря, однако носившему свой уникальный герб.
Армигер также использовался в качестве когномена в Древнем Риме и встречается как редкая фамилия в англоязычных странах.

## Современность
Сегодня термин армигер чётко определен только в пределах определённых юрисдикций (в основном государств), таких как Канада, Ирландия, Испания и Соединённое Королевство, где геральдика регулируется государством или геральдическим органом, таким как Геральдическая палата Великобритании, Главный герольд Канады и другими.